# ポール・アンダーソン (俳優)
ポール・アンダーソン（Paul Anderson、1978年2月12日 - ）は、イングランドの俳優。『ピーキー・ブラインダーズ』のアーサー・シェルビーや、『シャーロック・ホームズ シャドウ ゲーム』のモラン大佐（セバスチャン・モラン）で知られる。

## キャリア
ダフ屋として働く傍、ミュージシャンを目指しウェバー・ダグラス・アカデミー・オブ・ドラマティック・アートに在籍していた。2009年公開『The Firm』で初主演を果たし、友人のグレゴリー・バークが脚本を務めた、2014年公開『ベルファスト71』で俳優としての活動を本格的に始める。なお、この作品は批評家から高い評価を得ている。2013年から放送が開始された『ピーキー・ブラインダーズ』のアーサー・シェルビー役でブレイク。以降、『白鯨との闘い』や『レヴェナント: 蘇えりし者』など、大作映画に出演している。

## フィルモグラフィー

### 映画
- The Firm（2009年）
- シャーロック・ホームズ シャドウ ゲーム（2011年） - セバスチャン・モラン
- ロンドン・ヒート（2012年）
- パッション（2012年） - ダーク・ハリマン
- おみおくりの作法（2013年） - ホームレスの男
- ベルファスト71（2014年） - レスリー・ルイス
- レジェンド 狂気の美学（2015年） - アルバート・ドノヒュー
- 白鯨との闘い（2015年） - カレブ・チャペル（エセックス号の船員）
- レヴェナント: 蘇えりし者（2015年） - アンダーソン
- 荒野の誓い（2017年） - トミー・トーマス伍長
- リミット・オブ・アサシン（2017年）- ジム・モロー
- フッド: ザ・ビギニング（2018年）
- フィードバック（2019年）
- ナイトメア・アリー（2021年）

### テレビドラマ
- ピーキー・ブラインダーズ（2013年 - ） - アーサー・シェルビー